# Vaux-le-Vicomte

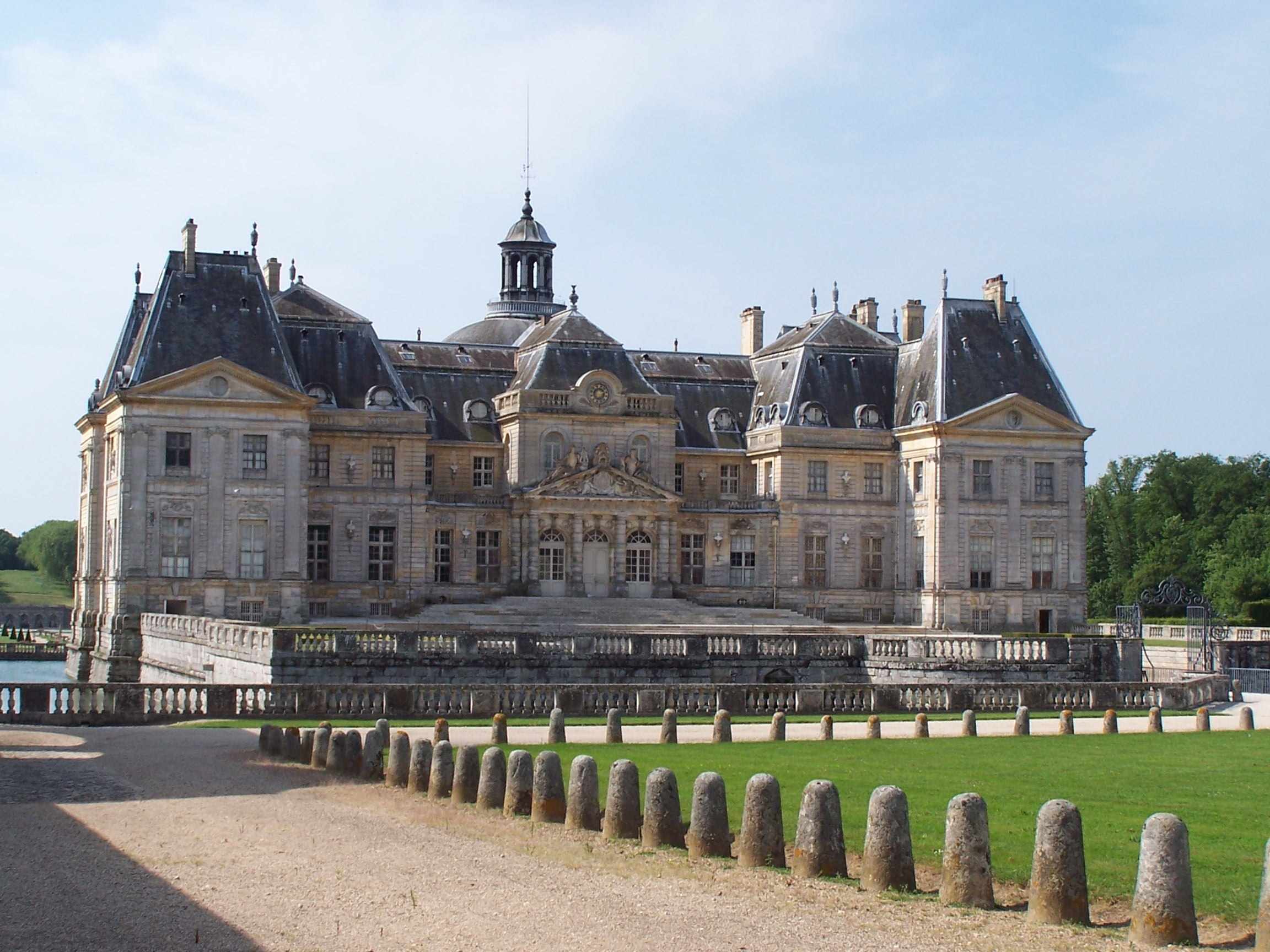
Pałac Vaux-le-Vicomte. Elewacja od dziedzińca

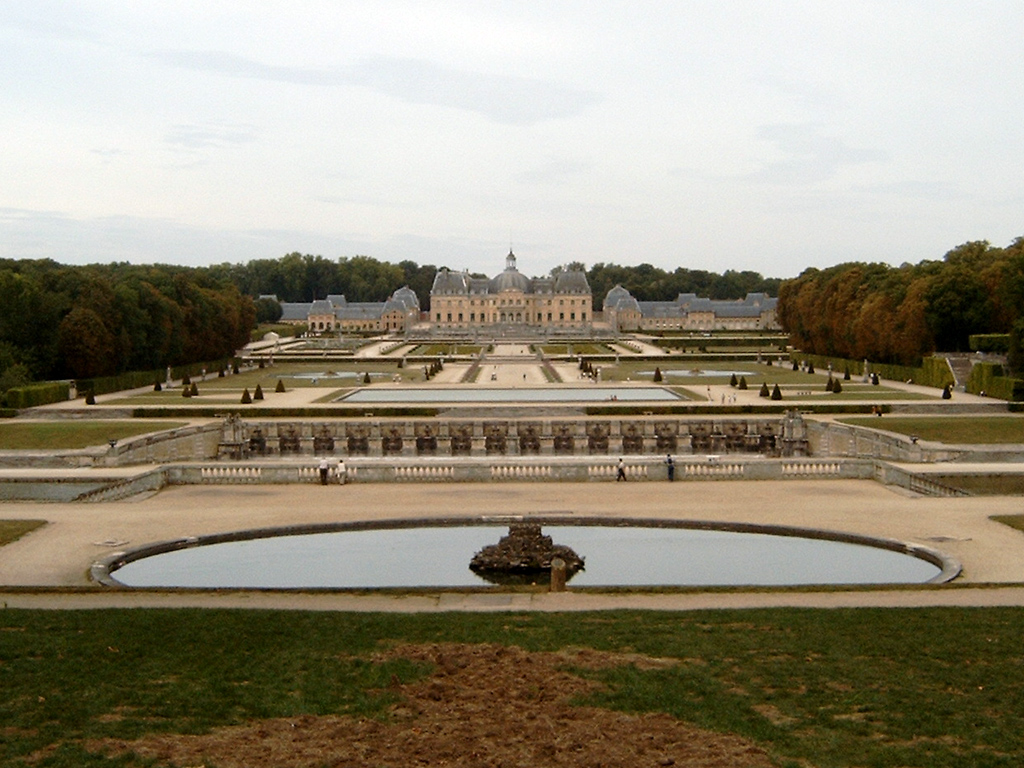
Założenie z ogrodem i pałacem

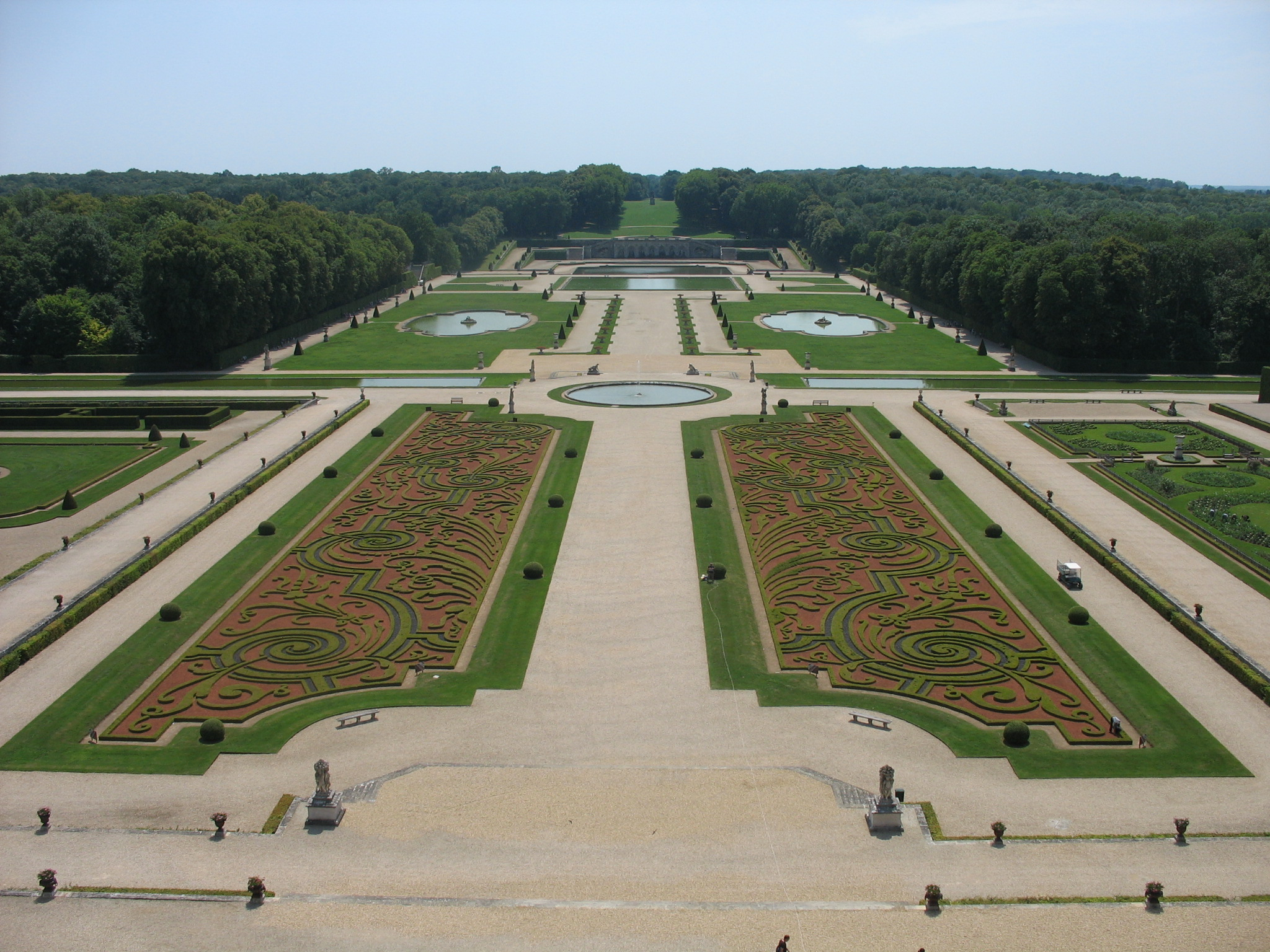
Ogród Vaux-le-Vicomte widziany z pałacu

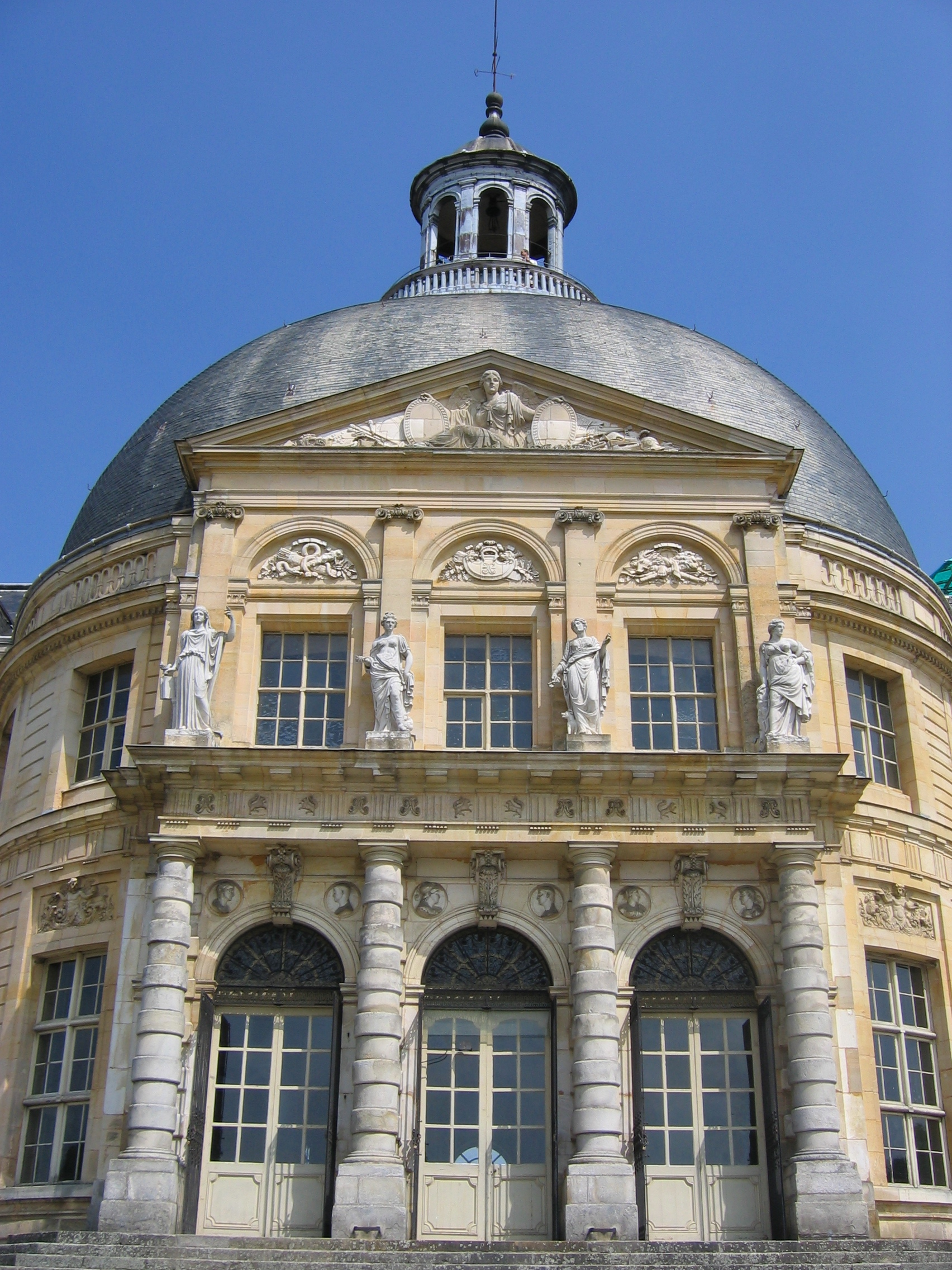
Ryzalit od ogrodu, wewnątrz salon owalny

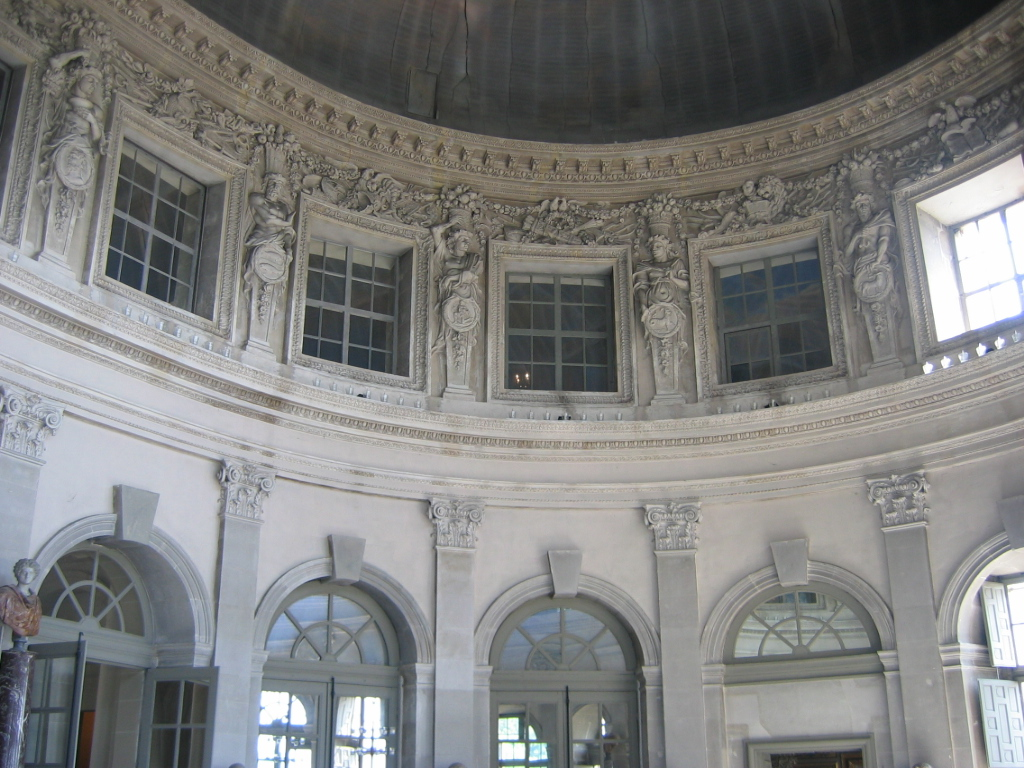
Salon owalny (fragment)

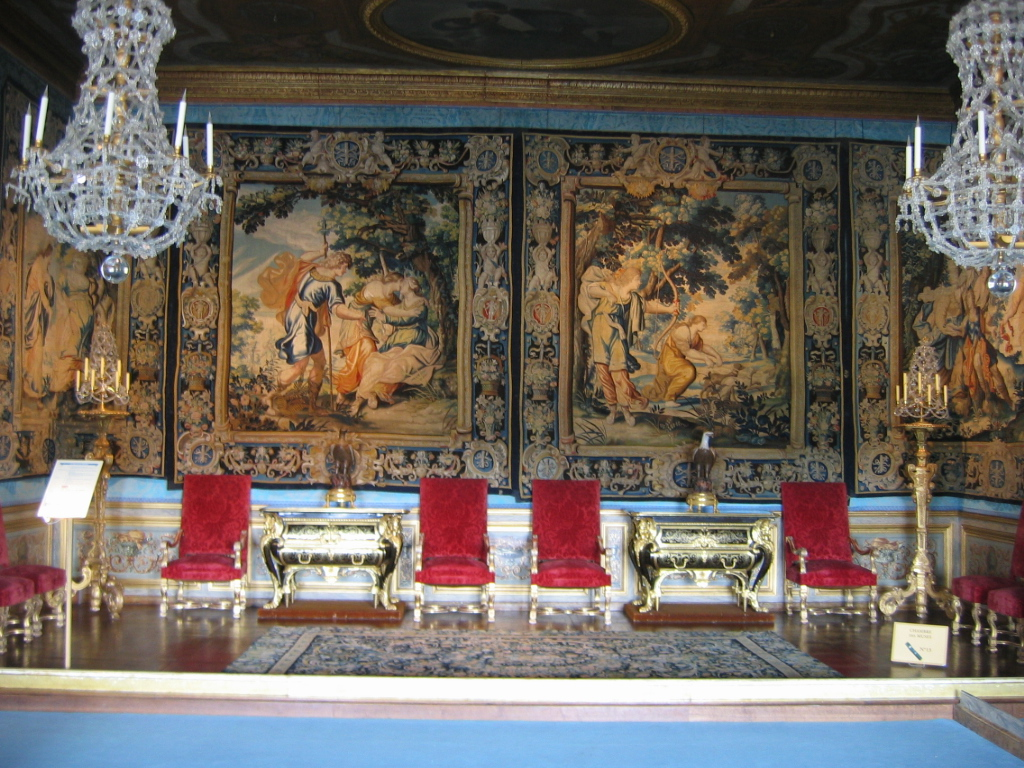
Pokój muz

Vaux-le-Vicomte (fr. Château de Vaux-le-Vicomte) – zespół pałacowo-ogrodowy, położony we Francji, w departamencie Sekwana i Marna, w miejscowości Maincy.
Pałac wzniesiony został w latach 1656-61 dla Nicolasa Fouqueta przez Charles'a Le Bruna, Louis Le Vau i André Le Nôtre'a w stylu klasycyzującego baroku, zwanego stylem Ludwika XIV. Uważany jest za pierwsze dzieło w tym stylu. Stanowi przykład założenia w typie „entre cour et jardin”. Obok Wersalu jest najwybitniejszym XVII-wiecznym zespołem parkowo-pałacowym we Francji.

## Historia
Zespół pałacowo-ogrodowy Vaux-le-Vicomte powstał w XVII wieku dla Nicolasa Fouqueta, wysokiego urzędnika państwowego, od 1653 roku nadintendenta finansów króla Ludwika XIV. W 1641 roku Fouquet nabył wioskę Vaux-le-Vicomte, na terenie której w 1656 roku rozpoczął budowę swojej nowej posiadłości. Prace prowadziło trzech artystów, którzy tutaj po raz pierwszy pracowali razem, a później wspólnie przebudowywali Wersal dla Ludwika XIV; byli to: Louis Le Vau – architekt, Charles Le Brun – odpowiedzialny za wystrój i André Le Nôtre – twórca ogrodu. Choć ci wszyscy trzej artyści mieli już za sobą spore doświadczenie, to właśnie dzięki Vaux-le-Vicomte ich kariera osiągnęła szczyt. Oprócz nich Fouquet zatrudnił całą rzeszę najlepszych malarzy, dekoratorów, sztukatorów, stolarzy i rzeźbiarzy, takich jak Michel Anguier, François Girardon i Thibaut Poissant, którzy później również pracowali w Wersalu. 
Pracami kierował Le Vau. Były one prowadzone niezwykle szybko (już w rok po rozpoczęciu prac budowla była zasadniczo wzniesiona, trwały prace przy dachach) i przez dużą liczbę robotników (współcześni badacze nie są zgodni co do ich ilości; podawane są liczby 900, 5 000 czy nawet 18 000). Ich bardzo wysoki koszt okazał się jeszcze wyższy, niż pierwotnie zakładano. 
W 1659 roku pałac odwiedził kardynał Mazarin, co rozpoczęło całą serię wizyt, jakie miały tu miejsce. Miesiąc później gościem był Ludwik XIV. Ponowna wizyta króla miała miejsce w 1660 roku, gdy powracał do Paryża ze świeżo poślubioną Marią Teresą. W 1661 roku w Vaux-le-Vicomte bawiła królowa Anglii Henrietta Maria Burbon, wdowa po Karolu I Stuarcie i jej córka Henrietta Anna z mężem, księciem Orleanu; to wówczas w pałacu swoją nową sztukę Szkoła mężów wystawiał Molier.
17 sierpnia 1661, gdy pałac był niemal ukończony, odbyło się przyjęcie, w którym brał udział Ludwik XIV, jego matka Anna Austriaczka oraz cały dwór, który na tę okazję opuścił Fontainebleau i przyjechał do Vaux-le-Vicomte. Na gości czekały liczne atrakcje: zwiedzania nowej posiadłości Fouqueta, wykwintne posiłki, muzyka wykonywana przez skrzypków, nowa sztuka-balet Moliera pt. Natręty, sztuczne ognie. Uroczystość swoim przepychem olśniła gości i okazała się sukcesem; odtąd kolejne przyjęcia w Wersalu nie mogły obyć się bez podobnych rozrywek. Jednak najprawdopodobniej już wówczas Ludwik XIV zadecydował o zgubie Fouqueta, który ośmielił się budować wspanialsze pałace niż król i wydawać świetniejsze niż on przyjęcia i co więcej, robił to za pieniądze o nie do końca jasnym pochodzeniu. 20 dni później Fouquet został zaaresztowany. Pałac opuścili wszyscy mieszkańcy, po czym został zapieczętowany. Do końca budowy brakowało jedynie drobnych prac.
W 1673 roku posiadłość przekazano w ręce żony Fouqueta. Nicolas Fouquet zmarł w 1680 roku, skazany na dożywotnie więzienie. 25 lat później zmarł bezpotomnie jego syn i Vaux-le-Vicomte sprzedała wdowa po Nicolasie marszałkowi Louis Hectorowi Villars. Król posiadłości nadał tytuł księstwa (duché) Vaux-Villars. Za czasów marszałka w Vaux-le-Vicomte bywali wyśmienici goście, w tym Ludwik XV i Maria Leszczyńska, jednak nie organizowano aż tak okazałych przyjęć, jakie wystawiał Fouquet. 
W 1764 roku syn marszałka Villard sprzedał posiadłość księciu Choiseul-Praslin, która odtąd nazywana była, zamiast Vaux-le-Vicomte i Vaux-Villard, księstwem Vaux-Praslin. W zamku doszło do pewnych zmian, zwłaszcza na pierwszym piętrze, na którym zmieniono układ pomieszczeń. W 1875 roku pałac z ogrodem przeszedł na własność rodziny Sommier, która podjęła pracę odnowienia budynku. Ponieważ oryginalne meble i wyposażenie wnętrz nie przetrwało, nowi właściciele zakupili inne meble z czasów Ludwika XIV. Także w ogrodzie podjęli niezbędne prace, by uratować założenie Le Nôtre'a. Dziś pałac znajduje się w rękach potomków Sommiera i udostępniany jest turystom.
W nocy 19 na 20 września 2019 r. pałac został okradziony z kosztowności. Złodzieje zabrali z sejfu pieniądze, biżuterię oraz obrazy, wszystko o wartości 2 mln euro, ale nie ukradli żadnego przedmiotu ze zbiorów udostępnianym turystom.

## Założenie i pałac
Założenie Vaux-le-Vicomte składa się z głównego budynku (pałacu) i dwóch bocznych oficyn, usytuowanych na terenie rozległego ogrodu, otoczonego ze wszystkich stron lasami. Ogród ma kształt zbliżony do prostokąta i oparty jest na centralnej osi, biegnącej przez cały teren oraz prostopadłych do niej alej. Ogród składa się z trzech wyraźnych części. Pierwszą tworzy obszar leśny z główną aleją oraz dwoma dodatkowymi, promieniście do niej usytuowanymi i zbiegającymi się na jednym placu. Drugą część stanowi zespół zamkowy, składający się z dwóch oficyn, rozmieszczonych po bokach osi głównej i pałacu, usytuowanego na osi. Oficyny mają kształt podkowiasty i dziedzińcami zwrócone są ku głównej alei. Pozostałą część tej partii ogrodu zajmują tzw. partery ogrodowe, boskiety, baseny wodne i trawniki. Część tę zamyka grota z kaskadą, znajdująca się na przecięciu osi głównej całego założenia i osi kanału poprzecznego. Kanał ten, o długości ok. kilometra i szerokości 40 m, wyznacza trzecią część, podobnie jak pierwsza mającą charakter leśny. Układ alej jest także zbliżony do układu z części pierwszej.
Najważniejszą budowlą na terenie posiadłości jest wspomniany już wolnostojący pałac, otoczony fosą i usytuowany na wysokim tarasie. Wzniesiony jest na planie prostokąta z dostawionymi do niego dwoma skrzydłami bocznymi, wysuniętymi nieco przed korpus budynku i tworzącymi od jednej strony niewielki dziedziniec. Środkowy ryzalit od strony ogrodowej jest zaokrąglony i zwieńczony kopułą. Pałac nakryty jest stromymi i wysokimi dachami, nad alkierzami w kształcie piramidalnym. Część centralną parteru zajmuje prostokątny westybul z klatkami schodowymi oraz owalny salon, przechodzący także przez wyższe kondygnacje. Po obu stronach rozmieszczone są symetrycznie mniejsze, prostokątne pomieszczenia, tworzące dwa trzypokojowe apartamenty w amfiladzie. Przylegają do nich dodatkowe pokoje. 
Dekoracja pomieszczeń jest bogata, łącząca malarstwo, rzeźbę i elementy architektoniczne. Westybul zdobiony jest dwunastoma kolumnami doryckimi i marmurowymi rzeźbami. Owalny salon zwieńczony kopułą ma ściany w dolnej kondygnacji przeprute oknami i otworami wejściowymi, między które wstawione są pilastry korynckie, wspierające belkowanie. Ponad nim hermy i atlanci dźwigają kosze, na których opiera się drugie belkowanie. Pokoje usytuowane po bokach salonu mają ściany wykładane boazerią i malowane plafony zdobione stiukami i złoconymi rzeźbami.